# Edmund Barron Hartley

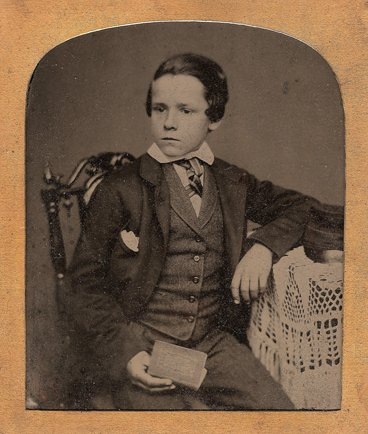

Edmund Barron Hartley (6 de maio de 1847 - 20 de março de 1919) foi um militar britânico destinatário da Cruz Vitória, a mais prestigiada condecoração por bravura em face ao inimigo que pode ser concedida a militares da Commonwealth.